# Nuts (zorgcommunicatie)
Nuts is een in 2018 opgericht samenwerkingsverband van partijen in de zorg om digitale gegevensuitwisseling tussen zorgorganisaties te faciliteren. Het verband wordt ondersteund door de gelijknamige stichting Nuts, die is opgericht in november 2018 en is gevestigd te Driebergen-Rijsenburg. Dit samenwerkingsverband wil het ontwikkelen van open standaarden voor een decentraal communicatienetwerk voor de zorg bevorderen. Hiernaast zijn de deelnemende partijen bezig een opensourcereferentie-implementatie van deze open standaarden te ontwikkelen.

## Ontwikkelingen
Nuts is in 2018 opgericht als reactie op het verwerpen van een landelijk elektronisch patiëntendossier door de Eerste Kamer en de observatie dat andere bestaande initiatieven geen volledige oplossing bieden.
In de zomer van 2020 werd de eerste implementatie op basis van de Nuts standaarden en Nuts software in productie genomen, waardoor huisartsen inzage kregen in de dossiers van hen omringende thuiszorginstellingen. Het softwarepakket van de huisarts haalt rechtstreeks gegevens op uit het ECD-systeem van de zorginstelling, gebruikmakende van Nuts-technologie.
In 2021 hebben er twee hackathons plaatsgevonden, waarmee de haalbaarheid van het gebruik van de Nuts-standaarden en -technologie is onderzocht. Deze "hackathons" hadden betrekking op de subsidieregelingen Inzicht en BabyConnect van het  Ministerie van Volksgezondheid, Welzijn en Sport (VWS), voor respectievelijk de digitale overdracht van patiënten tussen ziekenhuis en langdurige zorg en de uitwisseling van gegevens in de geboortezorg.
Ook vinden er verkenningen plaats met de programma's KIK-V van het Zorginstituut Nederland en het QuartZ-programma voor gegevensuitwisseling tijdens de avond-, nacht- en weekendzorg.

## Activisme
Naast het ontwikkelen van technologie roert Nuts zich ook regelmatig in het publieke debat over gegevensuitwisseling. In 2020 heeft Nuts gereageerd op de open consultatie voor een online toestemmingsvoorziening van het informatieberaad zorg. In februari 2021 heeft zij ook gereageerd op de open consultatie voor een zorg adresboek. In maart 2021 heeft zij samen met de koepelverenigingen VGN en Actiz, de programma's iWLZ en KIK-V en de Taskforce Samen Vooruit het CIBG en VWS opgeroepen om het landelijk register van zorgaanbieders (LRZa) digitaal aan te bieden als bron voor cryptografische bewijzen van erkende zorgorganisaties.